# Кампанія в долині Хатт
Кампанія в долині Хатт в березні — серпні 1846 року — збройний конфлікт між британськими поселенцями й маорі під час Новозеландських земельних війн. Купівля Новозеландською компанією корінних земель маорі, а також зверхнє ставлення колонізаторів до місцевого населення стали основними причинами конфлікту.

## Питання про власність на землю
Між самими маорі не було єдиної позиції щодо того, хто є законним власником землі в долині Хатт. Першими цей район населяли члени трьох маленьких племен (хапу): рангітани, нгаті-апа і муаупоко. У результаті Мушкетних війн їх відтіснили звідти інші хапу: нгаті-тоа і нгаті-рантахі. Вважаючи, що вони були незаконно позбавлені своїх володінь, рангітани не були проти поселення там британських колоністів. Проте нові господарі землі, котрі вважали, що вони є власниками території на підставі завоювання, виступили проти цього. Між іншим, Новозеландська компанія не мала наміру оскаржувати права продавців розпоряджатися земельними ресурсами.

## Бій в Долині

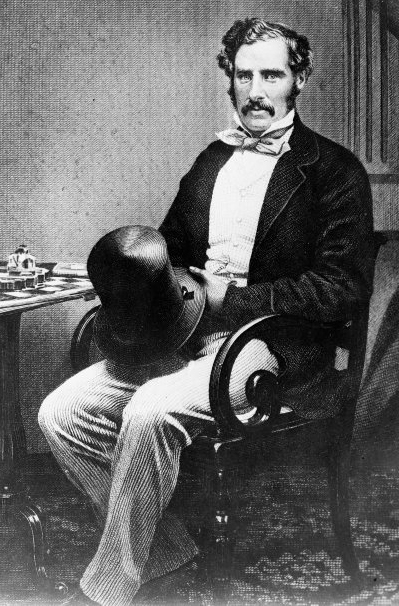
Губернатор Нової Зеландії сер

З 1842 року росла напруга між білими й маорі в околицях Веллінгтона, особливо у зв'язку з претензіями британців щодо землі в долині ріки Хатт. Плем'я Нгаті-Рангатахі були рішуче налаштовані захистити свої землі. Вождь Те Рангіхаєата, який брав участь в інциденті в Ваїрау, зібрав під своїм командуванням приблизно дві сотні воїнів. Британські поселенці створили загони самооборони, до них приєдналося маорійське плем'я Атіава. В лютому британці розгорнули приблизно тисячу озброєних солдатів.
27 лютого 1846 року першими напали британці, розоривши невелике маорійське поселення в Мараєнуку. У відповідь на те вождь Те Рангіхаеата організував низку рейдів на будинки поселенців у долині ріки Хатт. Спочатку Те Рангіхаєата намагався уникнути кровопролиття, маорі лише нищили майно білих. 3 березня відбулося бойове зіткнення маорі з ополченцями — «пакеха». Новозеландський губернатор Джордж Грей оголосив воєнний стан і посилив британські загони.
2 квітня було вбито двох поселенців. Вважалося, що це зробили воїни Те Рангіхаєати. 16 травня воїни маорі напали на добре укріплену ферму Булкотта. Ополченці відбили перші атаки противника. Бій тривав декілька годин. Після надходження підкріплення поселенці змусили маорі відступити. У бою британці втратили 16 бійців. Через місяць патруль ополченців потрапив у засідку маорі, четверо були поранені. 

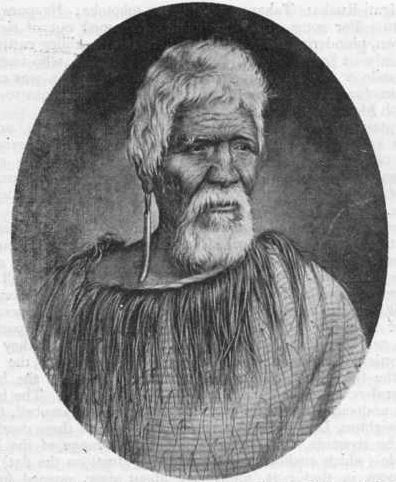
Вождь Те Памаку, союзник Те Рангіхаеата в боротьбі проти британців

6 серпня відбулася битва поблизу Бетл Хілл. Британці мали чисельну перевагу (250 солдатів, ополченців і поліціянтів з Веллінгтона, 2 мортири, а також 250 союзних маорі із племені нгаті-ава. Вождь Те Рангіхаєата, котрий мав під своїм командуванням 300 людей — більшість з яких жінки й діти, зайняв укріплену позицію на гребені поперек вузького лісового дефіле. Маорі відбили першу атаку противника, котрий втратив убитими 3 людини. Потім білі протягом трьох днів обстрілювали маорійські позиції із двох мортир, не завдавши повстанцям значних втрат. Маорі втратили убитими 9 людей. 10 серпня британці змушені були відступити. Проти нгаті-тоа залишилися їхні запеклі вороги нгаті-ава, союзники білих. 13 серпня союзні маорі зайняли табір суперника, який до цього часу вже встиг відступити. Вождь Те Рангіхаєата покинув долину Хатт і відступив вглиб острова, де збудував нову фортецю.

## Кінець спротиву

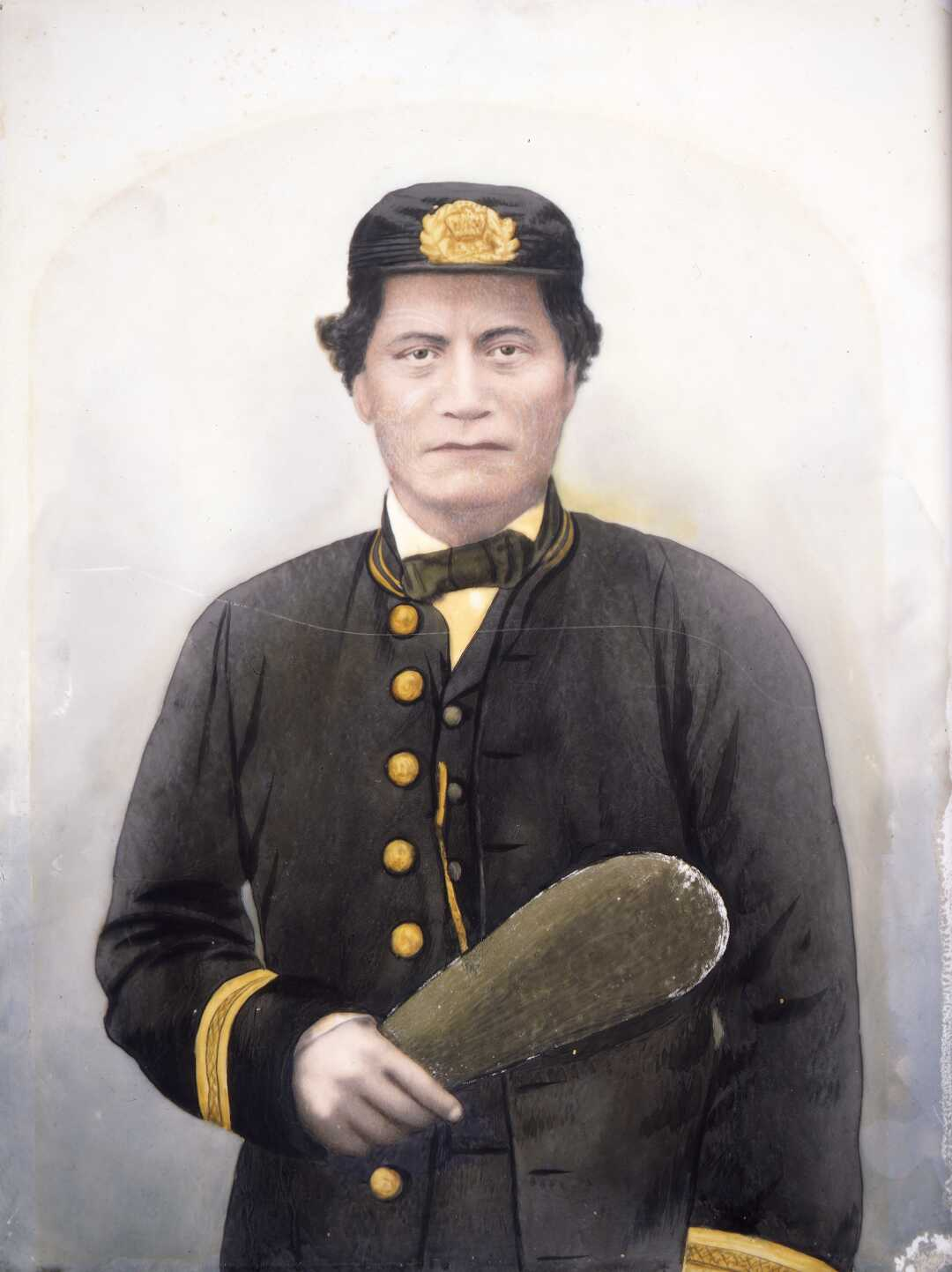
Равірі Пуаха, вождь племені Нгаті-тоа, в 1846 році воював на боці англійців

‌Долина ріки Хатт залишилася під контролем колоністів. Вождь Те Мамаку повернувся у Вангануї. Вождь Те Рангіхаєта побудував фортецю на березі ріки Манавату, звідки він зміг ефективно протистояти британському вторгненню на маорійську територію геть до своєї смерті у 1856 році.
Маорі не були розбитими. Практично з усіх битв вони виходили переможцями, в усякому випадку без значних втрат. Тепер вони відступили, просто не маючи наміру атакувати білих. На це було декілька причин. Їхнє основне поселення знаходилося в районі Вангануї, доволі далеко на півночі, що сильно розтягувало їхні лінії постачання.
‌Однак, напевно, основною причиною був арешт британцями відомого племінного вождя Те Раупарахі. Він був відомим опонентом англійських завойовників під час інциденту в Долині Ваїрау, і до того ж він був дядьком Те Рангіхаєати. Проте в цьому конфлікті він участі не брав. Авторитетний і вороже налаштований до британців вождь Те Раупараха був небезпечним. 23 червня 1846 року за наказом губернатора Джорджа Грея вождь Те Раупараха був заарештований в селищі Таупо, околицях нинішнього Пліммертона. Те Раупараха був звинувачений у зраді, постачанні зброї й припасів Те Рангіхаєаті.